# Haemanota cubana
Haemanota cubana är en fjärilsart som beskrevs av Rothschild 1910. Haemanota cubana ingår i släktet Haemanota och familjen björnspinnare. Inga underarter finns listade i Catalogue of Life.